# ハリウッドムービーズ
株式会社ハリウッドムービーズは、日本国外制作のテレビ番組・映画専門チャンネルを運営していた衛星基幹放送事業者。
スカパー!（東経110度CS放送）をプラットフォームとしていた。

## 沿革
- 2000年9月29日 - 伊藤忠商事（24%）、ソニー・ピクチャーズテレビジョン・ジャパン（現・ソニー・ピクチャーズ エンタテインメント、24%）、ニューズコーポレーションジャパン（24%）、東北新社（24%）、スカイパーフェクト・コミュニケーションズ（現・スカパーJSAT、4%）の出資により設立。
- 2002年7月1日 - スカイパーフェクTV!2（現・スカパー!）にて放送開始。
- 2013年6月1日 - 最後まで残っていた「AXN 海外ドラマ → アクションチャンネル」のスカパー!での衛星基幹放送事業者をAXNエンタテインメントに変更、すべての衛星基幹放送事業を終了。

## 運営していたチャンネル
一部のチャンネルは、標準画質ながらアスペクト比16:9の画角情報を付加して放送していたチャンネル。
- Ch.238 スター・チャンネル クラシック - 2011年9月30日に放送終了
翌日より、株式会社スター・チャンネルが放送開始した「スターチャンネル2」（Ch.BS201）へ移行し、現在はジャパネットブロードキャスティングが基幹放送事業者を担当しており、「BS10スターチャンネル」として同チャンネルにてハイビジョン放送中。

- Ch.310 スーパー!ドラマTV
2012年7月1日より、ハイビジョン化に伴い放送事業者のスーパーネットワーク直営放送となったが、2017年9月より、東北新社メディアサービスに基幹放送事業を変更。同チャンネルにてハイビジョン放送中。

- Ch.311  AXN 海外ドラマ
2013年6月1日より、基幹放送事業をAXNエンタテインメントに移管し、現在は「アクションチャンネル」として同チャンネルで放送中。

- Ch.343 ナショナル ジオグラフィック チャンネル → ナショナル ジオグラフィック
2013年4月1日よりビーエスFOX → スカパー・エンターテイメントに放送事業を移管。同チャンネル（2018年8月28日よりハイビジョン放送）にて放送中。